# Jamie Campbell Bower
James Metcalfe "Jamie" Campbell Bower, född 22 november 1988 i London, är en brittisk skådespelare som främst är känd för rollen som Anthony Hope i Tim Burtons succéfilm Sweeney Todd. Han spelar även vampyren Caius i tre av fem Twilight-filmer. Han har också en liten roll i filmen Harry Potter och dödsrelikerna - del 1 som Dumbledores barndomsvän Gellert Grindelwald. Bower spelade även huvudrollen Jace i Stad av skuggor, som hade premiär i augusti 2013. Stad av skuggor är en första boken i serien The Mortal Instruments skriven av Cassandra Clare, och om fortsättningen kommer filmatiseras är ännu inte bestämt. 
År 2022 spelade han rollen som Henry Creel / nummer 001 / Vecna i den fjärde säsongen av Stranger Things.

## Biografi
Campbell Bower föddes i London, England. Hans mor, Anne Elizabeth (född Roseberry), är en musik-manager, och hans far, David Bower, arbetar för Gibson Guitar Corporation. Han studerade vid Bedales School, en friskola i Hampshire, och är en före detta medlem i National Youth Music Theatre och den nationella Youth Theatre. Han började sin professionella karriär när hans vän Laura Michelle Kelly, som också medverkade i Sweeney Todd, rekommenderade honom till sin agent. Förutom skådespeleriet är han också sångare i bandet The Darling Buds, som sommaren 2014 gjorde en kort turné i England. Bandet som består av Jamie Campbell Bower, Tristan Marmont, Dan Smith och Roland Johnson förväntas släppa sin första skiva under hösten 2014. Bower har även varit deltidsmodell för Select Model Management i London.

## Filmografi (i urval)
| År        | Titel                                     | Roll                                             | Noteringar                |
| --------- | ----------------------------------------- | ------------------------------------------------ | ------------------------- |
| 2007      | The Dinner Party                          | Douglas                                          | TV-film                   |
| 2007      | Sweeney Todd                              | Anthony Hope                                     |                           |
| 2008      | RocknRolla                                | Rocker                                           |                           |
| 2008      | Winter in Wartime                         | Jack                                             |                           |
| 2009      | The Twilight Saga: New Moon               | Caius Volturi                                    |                           |
| 2009      | The Prisoner                              | 11–12                                            | TV mini-serie (6 avsnitt) |
| 2010      | Harry Potter och dödsrelikerna - del 1    | Gellert Grindelwald som ung                      |                           |
| 2010      | London Boulevard                          | White Boy                                        |                           |
| 2011      | Camelot                                   | King Arthur                                      | TV-serie (10 avsnitt)     |
| 2011      | Anonym                                    | Unga Oxford                                      |                           |
| 2011      | The Twilight Saga: Breaking Dawn - Part 1 | Caius Volturi                                    |                           |
| 2012      | The Twilight Saga: Breaking Dawn - Part 2 | Caius Volturi                                    |                           |
| 2013      | The Mortal Instruments: Stad av skuggor   | Jace Wayland / Morgenstern / Lightwood/Herondale |                           |
| 2015–2020 | Thomas och vännerna                       | Skiff                                            | TV-serie, röst            |
| 2018      | Fantastiska vidunder: Grindelwalds brott  | Gellert Grindelwald som ung                      |                           |
| 2022–     | Stranger Things                           | Henry Creel / 001 / Vecna                        | TV-serie                  |